# .io
.io — в Інтернеті, національний домен верхнього рівня (ccTLD) для Британських територій в Індійському океані. Може зникнути після передачі цих островів Маврикію.
Популярний для розміщення технічних сайтів та багатьох ігор (див. список), тому що IO також є вживаною технічною абревіатурою для Input/Output.

## Зноски
1. 1 2  Edwards, Gareth (8 жовтня 2024). The Disappearance of an Internet Domain. every.to. Процитовано 9 жовтня 2024.